# Aurora Pleșca
Aurora Pleșca, née le 2 septembre 1963 à Timișoara (Roumanie), est une ancienne rameuse roumaine. Elle est médaillée d'argent aux Jeux de 1984.

## Carrière
Aurora Pleșca est médaillée d'argent en huit aux Jeux de 1984. Elle est également médaillée de bronze en quatre barré aux Mondiaux 1982.

## Palmarès

### Jeux olympiques
- Jeux olympiques d'été de 1984 à Los Angeles ( États-Unis) :
  -  médaille d'argent en huit

### Championnats du monde
- Championnats du monde 1982 à Lucerne ( Suisse) :
  -  médaille de bronze en quatre barré